# 1014
Évszázadok: 10. század – 11. század – 12. század
Évtizedek: 960-as évek – 970-es évek – 980-as évek – 990-es évek – 1000-es évek – 1010-es évek – 1020-as évek – 1030-as évek – 1040-es évek – 1050-es évek – 1060-as évek
Évek: 1009 – 1010 – 1011 – 1012 –  1013 – 1014 – 1015 – 1016 – 1017 – 1018 – 1019

## Események
- február 3. – Villásszakállú Svend angol és dán király halála, II. Ethelred visszatér Angliába és visszaszerzi a koronát (1016-ig uralkodik). (Nagy) Knut, Svend fia visszatér Dániába.
- február 14. – II. (Szent) Henriket német-római császárrá koronázzák[1] (1024-ig uralkodik).
- július 29. – II. Baszileiosz bizánci császár serege Kleidionnál döntő vereséget mér a bolgár seregre, a csatát követő kegyetlenkedéseknek 15 000 bolgár fogoly esik áldozatul.
- Írországban a clontarfi csatában a Brian Boru vezette írek legyőzik a vikingek seregét, ezzel véget vetve uralmuknak. Ám a csatában az írek királya is elesik.

## Halálozások
- február 3. – Villásszakállú Svend angol és dán király (* 955 körül).
- április 23. – Brian Boru ír király (* 941 körül).
- október 6. – Sámuel bolgár cár (* 958 körül).